# Жидели (Панфиловский район)
Жидели (каз. Жиделі, до 199? г. — Камышзавод) — село в Панфиловском районе Жетысуской области Казахстана. Входит в состав Чулакайского сельского округа. Код КАТО — 195659300.

## Население
В 1999 году население села составляло 144 человека (79 мужчин и 65 женщин). По данным переписи 2009 года, в селе проживали 83 человека (44 мужчины и 39 женщин).